# Adonisea zuni
Adonisea zuni är en fjärilsart som beskrevs av Mc Elvare 1950. Adonisea zuni ingår i släktet Adonisea och familjen nattflyn. Inga underarter finns listade i Catalogue of Life.